# Triomphant (roman)
Pour les articles homonymes, voir Le Triomphant.
Triomphant (titre original : Triumphant) est le troisième roman de la série de science-fiction La Genèse de la flotte de Jack Campbell. Il est paru aux États-Unis en 2019 puis a été traduit en français et publié par les éditions L'Atalante en 2021.